# Ecsenius kurti
Ecsenius kurti är en fiskart som beskrevs av Springer, 1988. Ecsenius kurti ingår i släktet Ecsenius och familjen Blenniidae. IUCN kategoriserar arten globalt som sårbar. Inga underarter finns listade i Catalogue of Life.